# Plaça del Sol
La plaça del Sol es troba al barri de Gràcia de Barcelona i està catalogada com a bé amb elements d'interès (categoria C). A diferència de bona part de les altres places del barri, ha mantingut el seu nom original, encara que popularment també se la denominà dels Encants.

## Descripció
És un espai rectangular de 55 x 50 m, delimitat pels carrers de la Virtut i del Planeta al nord; de Maspons i del Canó a l'est; de Maspons i dels Xiquets de Valls al sud; i del Planeta a l'oest. La plaça es troba pavimentada i compta amb disset edificis numerats de l'1 al 23.  Arquitectònicament, les construccions no tenen una alçada uniforme, desde només planta baixa fins a sis pisos d'alçada.
L'espai disposa d'un gran espai central que s'accedeix a través d'escales o rampes, a excepció de l'accés pel carrer del Planeta. La banda oest disposa d'una àrea de joc infantil de 5 a 12 anys de 75 m², format per unes cel·les de plàstic que recorden una bresca.

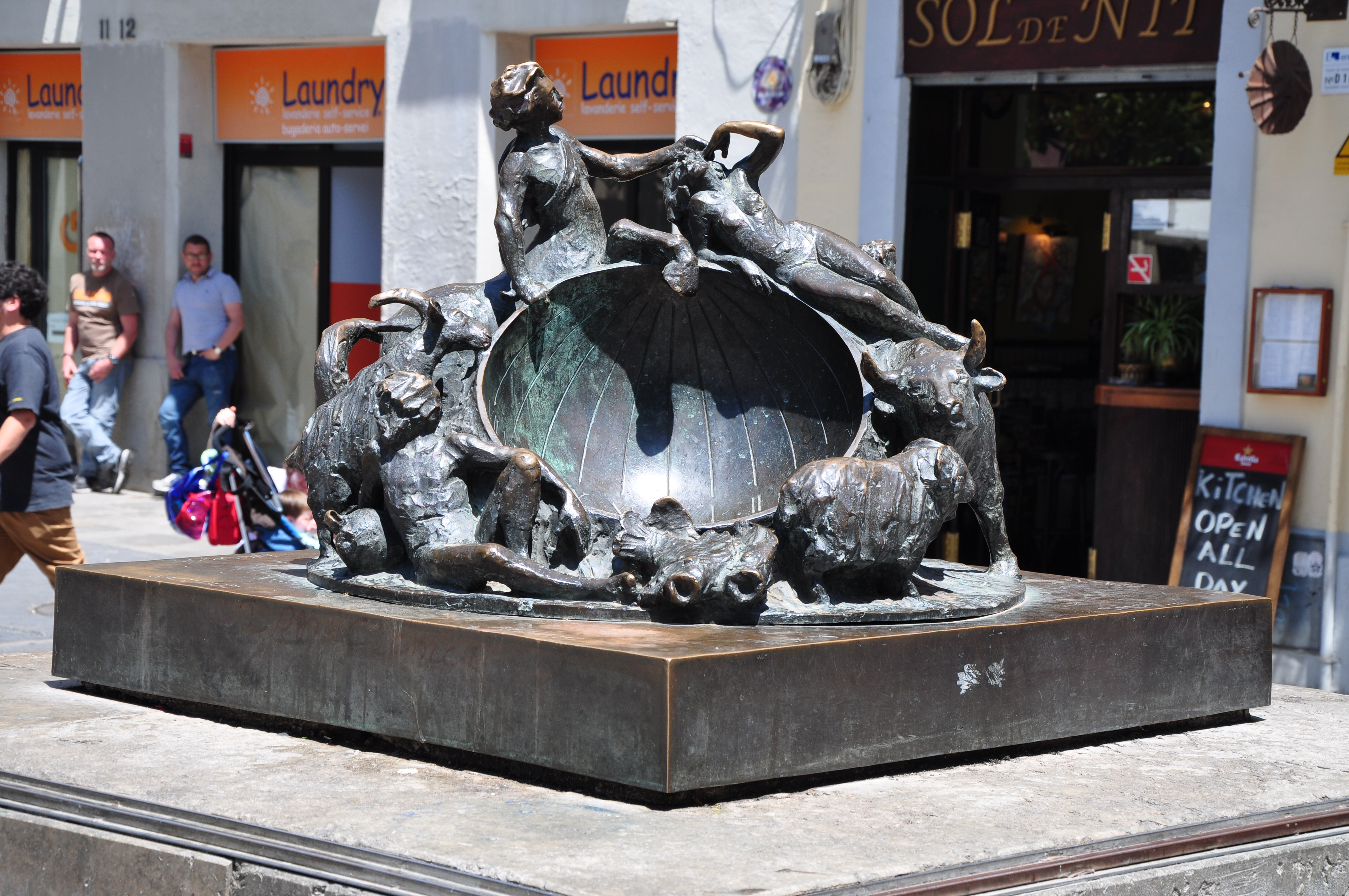
Rellotge de Sol

### Rellotge de Sol
El 1987, s'instal·là a la banda nord-est de la plaça l'escultura de bronze Rellotge de Sol, obra del gracienc Joaquim Camps i Giralt. Es tracta d'un rellotge de sol del tipus equatorial amb forma de semiesfera còncava, envoltada per les figueres dels diferents signes zodiacals occidentals; la base quadrada, també de bronze, descansa sobre una peanya quadrada de marbre i inclou el nom en baix relleu dels diferents signes. Fou retirada temporalment la primavera de 2019 arran de la remodelació de l'ascensor de l'aparcament soterrat.

## Història
Les primeres referències documentals de la plaça daten del 1781, quan la vídua Alberta Augirot i Cervera va vendre els terrenys al comerciant de teixits Pere Delaforge i Grau. Al seu torn, aquests els va llegar al mossèn Josep Oriol Parés, que el 1835 els va establir en emfiteusi al forner Josep Mas i Riera. Aquest morí un any després, i foren heretats pel seu fill Joaquim Mas i Mateu, que el 1840 va iniciar la urbanització del que en aquell moment es coneixia com a paratge Llepaolles. Ràpidament, es van començar a edificar les diferents parcel·les cedides a cens.
Els carrers que emmarcaren la plaça foren anomenats inicialment com de la Mercè, reanomenat el 1847 com del Planeta en el seu tram a l'oest de la plaça i de l'Eclipsi a l'est, fins a la seva assimilació com del Planeta en temps moderns; el de Santa Madrona, rebatejat com a Maspons en el seu tram a l'oest amb l'agregació de Gràcia a Barcelona el 1897 i com a d'Escudiero en el tram a l'est el 1886 fins que esdevingué també de Maspons ja el 1985; el d'Isabel II, denominat durant anys com de la Lluna fins al definitiu de Xiquets de Valls; el de l'Estrella, que esdevindria del Canó.
El 1869, la Junta revolucionària local va plantar un cedre al centre de la plaça, conegut com a arbre de la llibertat, símbol de l'aprovació de la Constitució espanyola de 1869. Aquest va haver de ser reemplaçat per un de nou el 1873 i el 1896, malgrat els intents de l'autoritat de protegir-lo amb un reixat de fusta. L'Arbre fou el punt de reunió on el líder de Voluntaris de la Llibertat Francesc Derch va intentar calmar els ànims entre els revoltats durant la revolta de les quintes de 1870; també fou on afusellaren els carbonaris del Canó, motiu pel qual reanomenarien el carrer adjacent en el seu honor.
L'origen del nom popular de plaça dels Encants ve possiblement del fet que des del 1872 i fins a l'esclat de la Guerra Civil s'hi instal·là un mercat de venedors ambulants els diumenges al matí. Tingué especialment èxit en les dues darreres dècades. Transitòriament, també albergà els paradistes del mercat d'Isabel.

### Refugi antiaeri
Com en altres places del barri, l'Ajuntament de Barcelona també hi va construir un refugi antiaeri durant la Guerra Civil. Comptava amb una gran sala d'uns 750 m² i 3,5 m d'alçada. Disposava de banys diferenciats per sexe i un espai amb servei de dispensari, i també tenia un seguit de cambres petites d'uns 3 m². L'administració plantejà que podria ser utilitzat com a banys públics després de la guerra, però després de la seva derrota, les autoritats franquistes decidiren clausurar l'espai.

### Festa Major de Gràcia

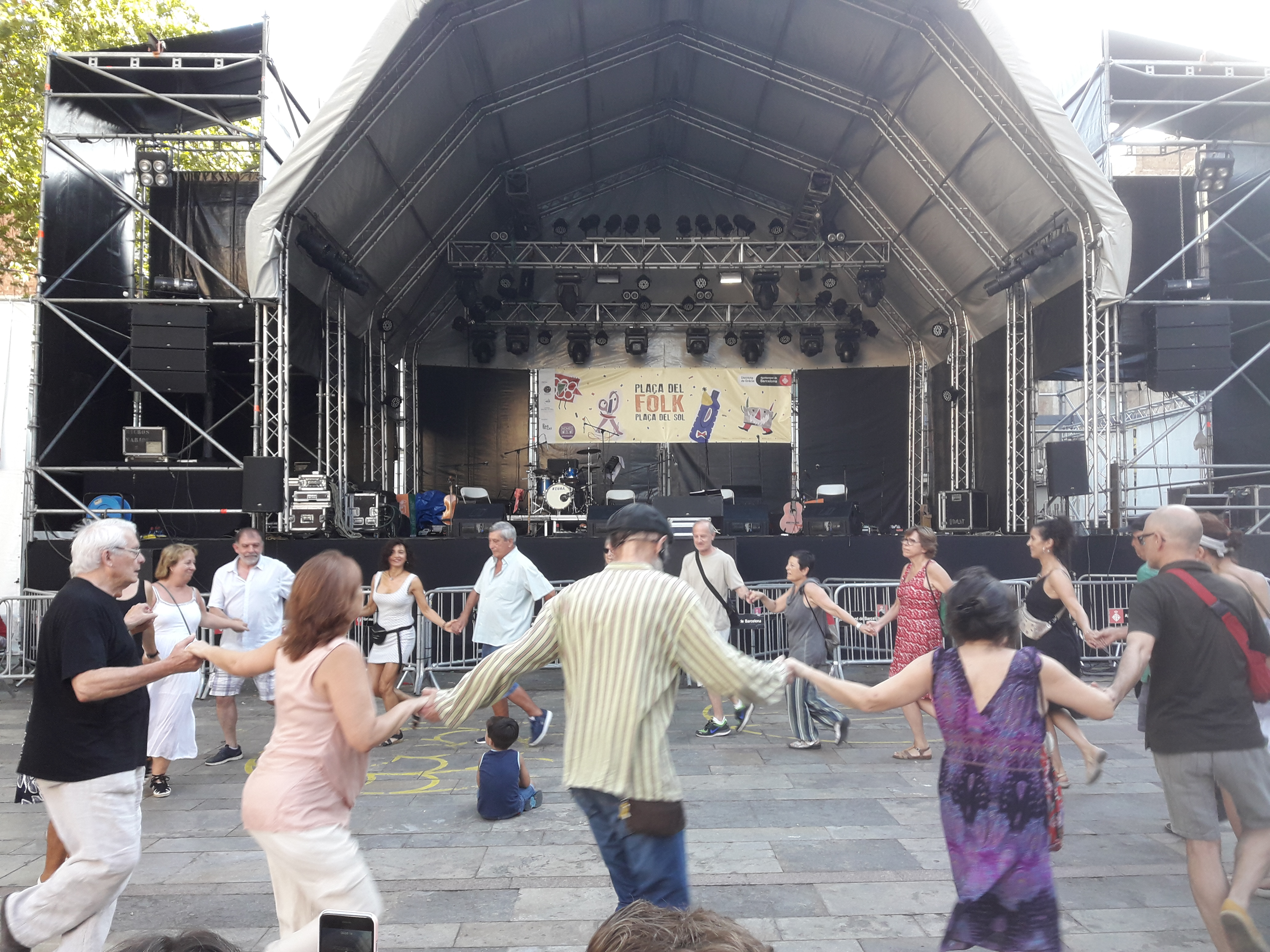
Taller de dansa a la Plaça del Folk durant la Festa Major de 2019

La plaça del Sol ha estat vinculada a la Festa Major de Gràcia com a espai de festa al llarg de la seva història, majoritàriament amb l'organització de balls i concerts. S'instal·là un envelat al bell mig de la plaça almenys des de 1907 i fins al 1982 on actuaren importants bandes i orquestres del panorama musical del país. Per l'envelat hi passaren artistes com Joan Manuel Serrat, la Trinca o Los Mustang, entre d'altres. Hi destaca l'actuació de Raimon davant de milers de persones el 1975, la qual va ser interrompuda per l'actuació policial i que acabà amb càrregues policials pels carrers del barri i amb nombrosos detinguts.
Després d'un breu període transitori sense revetlla, a causa de la remodelació de la plaça, es reprengueren els concerts de festa major, aquest cop organitzats pels bars de l'entorn més immediat i al marge de la Federació Festa Major de Gràcia. Aquest període no esteu exempt de conflicte amb els veïns i de la Federació, que es queixaven de l'horari excessiu, el soroll i les aglomeracions. Es posà fi a aquest conflicte quan els veïns de la plaça s'organitzaren com a Comissió de Festa el 1999 hi decidiren no fer festa a l'any següent.
Des de la dècada de 2010 la plaça és de nou un espai de festa, coneguda com la Plaça del Folk, on s'organitza un festival de música tradicional impulsat pel Centre Artesà Tradicionàrius.